# Основянский мост
Основянский мост (укр. Основ'янський міст) — мост на улице Москалёвской через реку Лопань на территории Харькова. Находится в историческом районе Основа. В настоящее время мост считается местом безлюдным и «неблаговидным». В прошлом у моста находилась конечная остановка харьковского трамвая № 1.
Название моста официально утверждено решением горсовета от 22 июня 2012 года.

## История
Ни город Харьков, ни земство не соглашались признавать Основянский мост своей территорией. 9 декабря 1906 года губернское земское собрание постановило исключить Основянский мост и дамбу через реку Лопань из числа дорожных сооружений Харьковской губернии. В соответствии с этим постановлением мост устанавливался на учёт городского управления. 2 мая 1908 харьковская дума вновь отказалась принимать у земства мост, настаивая на его принадлежности к земству, что было подтверждено думой уже 29 октября 1910 года.
В 1909 году прессой снова был поднят вопрос о прениях города и земства вокруг Основянского моста. Было отмечено, что на прилегающих мостовых и на самом мосте «грязь по колено и никому положительно нет дела». Губернатор разрешил споры, отнеся мост к городу и обязав городскую управу заняться исправлением и очисткой моста. Прилегающие мостовые были распределены между городом (со стороны Москалёвки) и земством (со стороны Основы).
Вопрос о починке моста остался нерешённым. Управа заявила о своём отказе проводить какие-либо работы без выделения соответствующих кредитов. На 1911 год мост всё ещё находился в ненадлежащем состоянии.
По прежнему на мосту „красуются“ дыры...— писала в 1911 харьковская пресса.